# 维利内 (科梅舒瓦哈市镇)
47°47′33″N 35°26′34″E / 47.79250°N 35.44278°E
維利內（烏克蘭語：Вільне）是位於烏克蘭東南部的村莊，由扎波羅熱州扎波羅熱区的科梅舒瓦哈市鎮負責管轄。該村始建於1906年，面積0.37平方公里，海拔高度98米，2001年人口103，人口密度每平方公里278.4人。